# Viteză de reacție

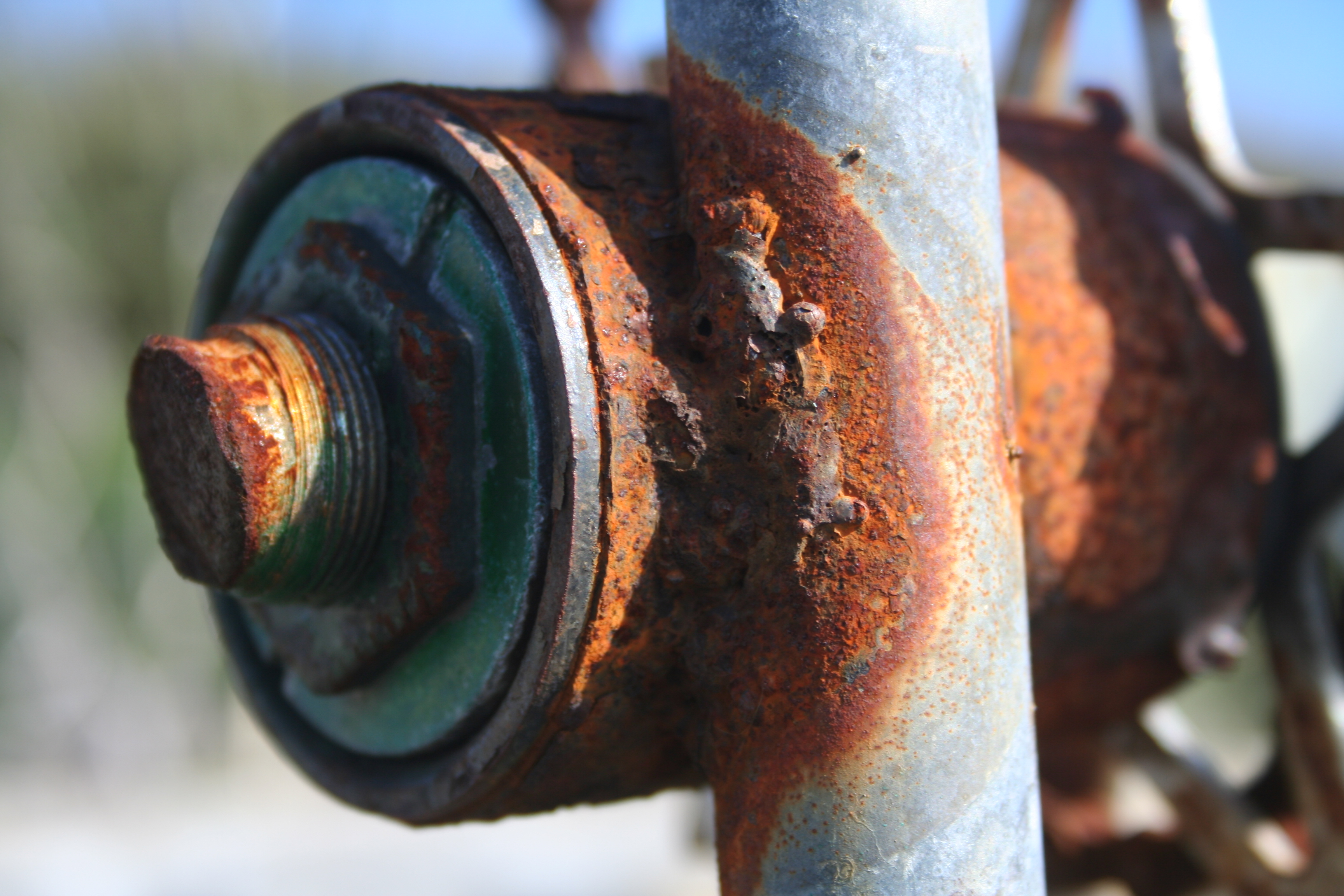
Ruginirea fierului are o viteză de reacție mică. De aceea, această reacție este lentă.

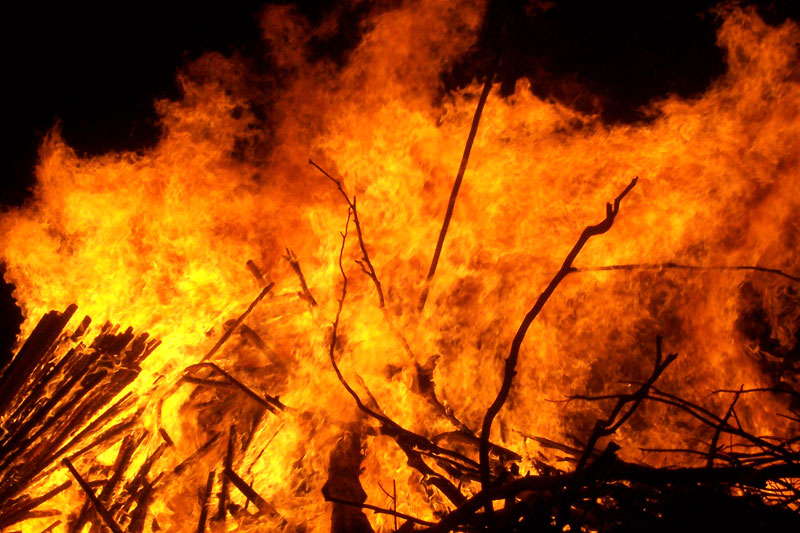
Arderea lemnului are o viteză de reacție foarte mare. De aceea, această reacție este rapidă

Viteza de reacție (denumită și rată de reacție) pentru un reactant sau produs dintr-o anumită reacție reprezintă cât de repede sau de lent are loc o reacție chimică. De exemplu, ruginirea fierului în atmosfera Pământului este o reacție lentă care poate dura câțiva ani, dar arderea celulozei (în foc) este o reacție rapidă care are loc într-o fracțiune de secundă. 
Cinetica chimică este partea chimiei fizice care se ocupă de modul în care vitezele reacțiilor chimice sunt măsurate și prezise și de modul în care datele privind viteza de reacție pot fi utilizate pentru a deduce mecanismele de reacție probabile.[2] Conceptele de cinetică chimică sunt aplicate în multe discipline, cum ar fi ingineria chimică, enzimologia și ingineria mediului.